# Delesseriaceae
Famille
Les Delesseriaceae sont une famille d’algues rouges de l’ordre des Ceramiales.

## Liste des sous-familles, tribus et genres
Selon AlgaeBase (26 juillet 2013) :
- tribu des Dicroglosseae A.J.K.Millar & J.M.Huisman
- sous-famille des Delesserioideae De Toni
  - tribu des Apoglosseae S.-M.Lin, S.Fredericq & M.H.Hommersand
  - tribu des Botryocarpeae M.J.Wynne
  - tribu des Claudeae
  - tribu des Delesserieae
  - tribu des Grinnellieae M.J.Wynne
  - tribu des Hypoglosseae M.J.Wynne
  - tribu des Papenfussieae M.J.Wynne
- sous-famille des Nitophylloideae De Toni
  - tribu des Martensieae M.J.Wynne
  - tribu des Nitophylleae Kylin
- sous-famille des Phycodryoideae S.-M.Lin, S.Fredericq, & M.H.Hommersand
  - tribu des Cryptopleureae M.J.Wynne
  - tribu des Myriogrammeae M.S.Hommersand & S.Fredericq
  - tribu des Phycodryeae M.J.Wynne
  - tribu des Schizoserideae M.H.Hommersand & S.Fredericq

Selon ITIS (26 juillet 2013) :
- genre Acrosorium
- genre Anisocladella
- genre Apoglossum
- genre Asterocolax
- genre Botryoglossum
- genre Branchioglossum
- genre Calloseris J. G. Agardh, 1898
- genre Caloglossa
- genre Calonitophyllum
- genre Cryptopleura
- genre Cumathamnion
- genre Delesseria
- genre Drachiella
- genre Erythroglossum
- genre Gonimophyllum
- genre Grinnellia
- genre Haraldia
- genre Holmesia
- genre Hymenena
- genre Hypoglossum
- genre Hypophyllum
- genre Laingia
- genre Martensia Hering, 1841
- genre Membranoptera
- genre Myriogramme
- genre Nienburgia
- genre Nitophyllum
- genre Pantoneura
- genre Phycodrys
- genre Platysiphonia
- genre Pollexfenia Harvey, 1844
- genre Polyneura
- genre Polyneurella Dawson, 1944
- genre Polyneuropsis
- genre Radicilingua
- genre Schizoseris
- genre Sorella
- genre Tokidadendron
- genre Yendonia
- genre Zinovaea

Selon NCBI (26 juillet 2013) :
- genre Abroteia
- genre Acrosorium
- genre Anisocladella
- genre Apoglossum
- genre Asterocolax
- genre Augophyllum
- genre Bartoniella
- genre Botryocarpa
- genre Botryoglossum
- genre Branchioglossum
- genre Caloglossa
- genre Calonitophyllum
- genre Chauviniella
- genre Cladhymenia
- genre Cladodonta
- genre Claudea
- genre Cryptopleura
- genre Cumathamnion
- genre Delesseria
- genre Drachiella
- genre Erythroglossum
- genre Gonimophyllum
- genre Grinnellia
- genre Haraldiophyllum
- genre Hemineura
- genre Heterodoxia
- genre Holmesia
- genre Hymenena
- genre Hypoglossum
- genre Laingia
- genre Loranthophycus
- genre Marionella
- genre Martensia
- genre Membranoptera
- genre Myriogramme
- genre Neuroglossum
- genre Nienburgia
- genre Nitophyllum
- genre Opephyllum
- genre Pantoneura
- genre Paraglossum
- genre Patulophycus
- genre Phitymophora
- genre Phycodrys
- genre Platyclinia
- genre Platysiphonia
- genre Pollexfenia
- genre Polyneura
- genre Polyneuropsis
- genre Pseudophycodrys
- genre Sarcomenia
- genre Schizoseris
- genre Sorella
- genre Taenioma
- genre Tokidadendron
- genre Valeriemaya
- genre Vanvoorstia
- genre Womersleya
- genre Zellera

Selon World Register of Marine Species (26 juillet 2013) :
- sous-famille des Delesserioideae De Toni
- non-classé Botryocarpeae
- non-classé Caloglossa (Harvey) G.Martens, 1869
- non-classé Claudeae
- non-classé Delesserieae
- non-classé Grin M.J. Wynne
- non-classé Hemineureae S.M. Lin, M.H. Hommersand & G.T. Kraft, 2001
- non-classé Hypoglosseae M.J. Wynne
- non-classé Papenfussieae
- tribu des Dicroglosseae A.J.K. Millar & J.M. Huisman, 1996
- sous-famille des Nitophylloideae De Toni
- non-classé Nitophylleae Kylin
- sous-famille des Phycodryoideae S.-M. Lin, S. Fredericq & M.H. Hommersand
- non-classé Myriogrammeae M.S. Hommersand & S. Fredericq, 1997
- non-classé Phycodryeae M.J. Wynne
- non-classé Schizoserideae M.H. Hommersand & S. Fredericq, 1997

Selon World Register of Marine Species (26 juillet 2013) :
- genre Abroteia J.Agardh in J.D.Hooker, 1876
- genre Acrosorium Zanardini ex Kützing, 1869
- genre Anisocladella Skottsberg, 1923
- genre Apoglossocolax Maggs & Hommersand, 1993
- genre Apoglossum J.Agardh, 1898
- genre Arachnophyllum Zanardini, 1843
- genre Asterocolax Feldmann & G.Feldmann, 1951
- genre Augophyllum S.-M.Lin, S.Fredericq & 2003
- genre Austrofolium M.J.Wynne, 1988
- genre Bartoniella Kylin, 1924
- genre Botryocarpa Greville, 1830
- genre Botryoglossum Kützing, 1843
- genre Branchioglossum Kylin, 1924
- genre Calloseris J.Agardh, 1898
- genre Caloglossa (Harvey) G.Martens, 1869
- genre Calonitophyllum Aregood, 1975
- genre Chauviniella Papenfuss, 1956
- genre Chondrophyllum Kylin, 1924
- genre Cladodonta Skottsberg, 1923
- genre Claudea J.V.Lamouroux, 1813
- genre Congregatocarpus Mikami, 1971
- genre Crassilingua Papenfuss, 1956
- genre Cryptopleura Kützing, 1843
- genre Cumathamnion M.J.Wynne & K.Daniels, 1966
- genre Delesseria J.V. Lamouroux, 1813
- genre Dicroglossum A.J.K.Millar & Huisman, 1996
- genre Drachiella J.Ernst & Feldmann, 1957
- genre Duckerella M.J.Wynne, 1982
- genre Erythroglossum J.Agardh, 1898
- genre Frikkiella M.J.Wynne & C.W.Schneider, 1996
- genre Gonimocolax Kylin, 1924
- genre Gonimophyllum Batters, 1892
- genre Grinnellia Harvey, 1853
- genre Halicnide J.Agardh, 1898
- genre Haraldia Feldmann, 1939
- genre Haraldiophyllum A.D.Zinova, 1981
- genre Hemineura Harvey, 1849
- genre Heterodoxia J.Agardh, 1898
- genre Heteroglossum A.D.Zinova, 1972
- genre Hideophyllum A.D.Zinova, 1981
- genre Holmesia J.Agardh, 1890
- genre Hydrolapatha Stackhouse, 1809
- genre Hymenena Greville, 1830
- genre Hymenenopsis S.-M.Lin, W.A.Nelson & Hommersand, 2012
- genre Hypoglossum Kützing, 1843
- genre Implicaria Heydrich, 1902
- genre Kurogia Yoshida, 1979
- genre Laingia Kylin, 1929
- genre Loranthophycus E.Y.Dawson, 1944
- genre Marionella F.S.Wagner, 1954
- genre Martensia K.Hering, 1841
- genre Membranoptera Stackhouse, 1809
- genre Microrhinus Skottsberg, 1923
- genre Mikamiella M.J.Wynne, 1977
- genre Myriogramme Kylin, 1924
- genre Nancythalia A.J.K.Millar & W.A.Nelson, 2002
- genre Neoholmesia Mikami, 1972
- genre Neohypophyllum M.J.Wynne, 1983
- genre Neuroglossum Kützing, 1843
- genre Nienburgella Perestenko, 1994
- genre Nienburgia Kylin, 1935
- genre Nitophyllum Greville, 1830
- genre Nitospinosa Womersley, 2003
- genre Odontolaingia Mendoza, 1976
- genre Okamurina A.D.Zinova, 1972
- genre Opephyllum F.Schmitz, 1897
- genre Pantoneura Kylin, 1919
- genre Papenfussia Kylin, 1938
- genre Patulophycus A.J.K.Millar & M.J.Wynne, 1992
- genre Phitycolax M.J.Wynne & Scott, 1989
- genre Phitymophora J.Agardh, 1898
- genre Phycodrina M.J.Wynne, 1985
- genre Phycodrys Kützing, 1843
- genre Platyclinia J.Agardh, 1898
- genre Polycoryne Skottsberg, 1919
- genre Polyneura J.Agardh, 1924
- genre Polyneurella E.Y.Dawson, 1944
- genre Polyneuropsis M.J.Wynne McBride & J.A.West, 1973
- genre Pseudogrinnellia M.J.Wynne, 1999
- genre Pseudolaingia Levring, 1944
- genre Pseudonitophylla M.L.Mendoza, 1975
- genre Pseudophycodrys Skottsberg, 1923
- genre Pteridium J.Agardh, 1898
- genre Radicilingua Papenfuss, 1956
- genre Rhodokrambe R.L.Moe, 2009
- genre Robea Womersley, 2003
- genre Schizoneura J.Agardh, 1898
- genre Schizoseris Kylin, 1924
- genre Sorella Hollenberg, 1943
- genre Sorellocolax Yoshida & Mikami, 1996
- genre Sympodophyllum Shepley & Womersley, 1960
- genre Taenioma J.Agardh, 1863
- genre Tokidadendron M.J.Wynne, 1970
- genre Tsengiella J.Zhang & B.M.Xia, 1987
- genre Valeriemaya A.J.K.Millar & M.J.Wynne, 1992
- genre Vanvoorstia Harvey, 1854
- genre Womersleya Papenfuss, 1956
- genre Yamadaphycus Mikami, 1973
- genre Yendonia Kylin, 1935
- genre Yoshidaphycus Mikami, 1992
- genre Zellera G.Martens, 1868
- genre Zinovaea M.J.Wynne, 1970

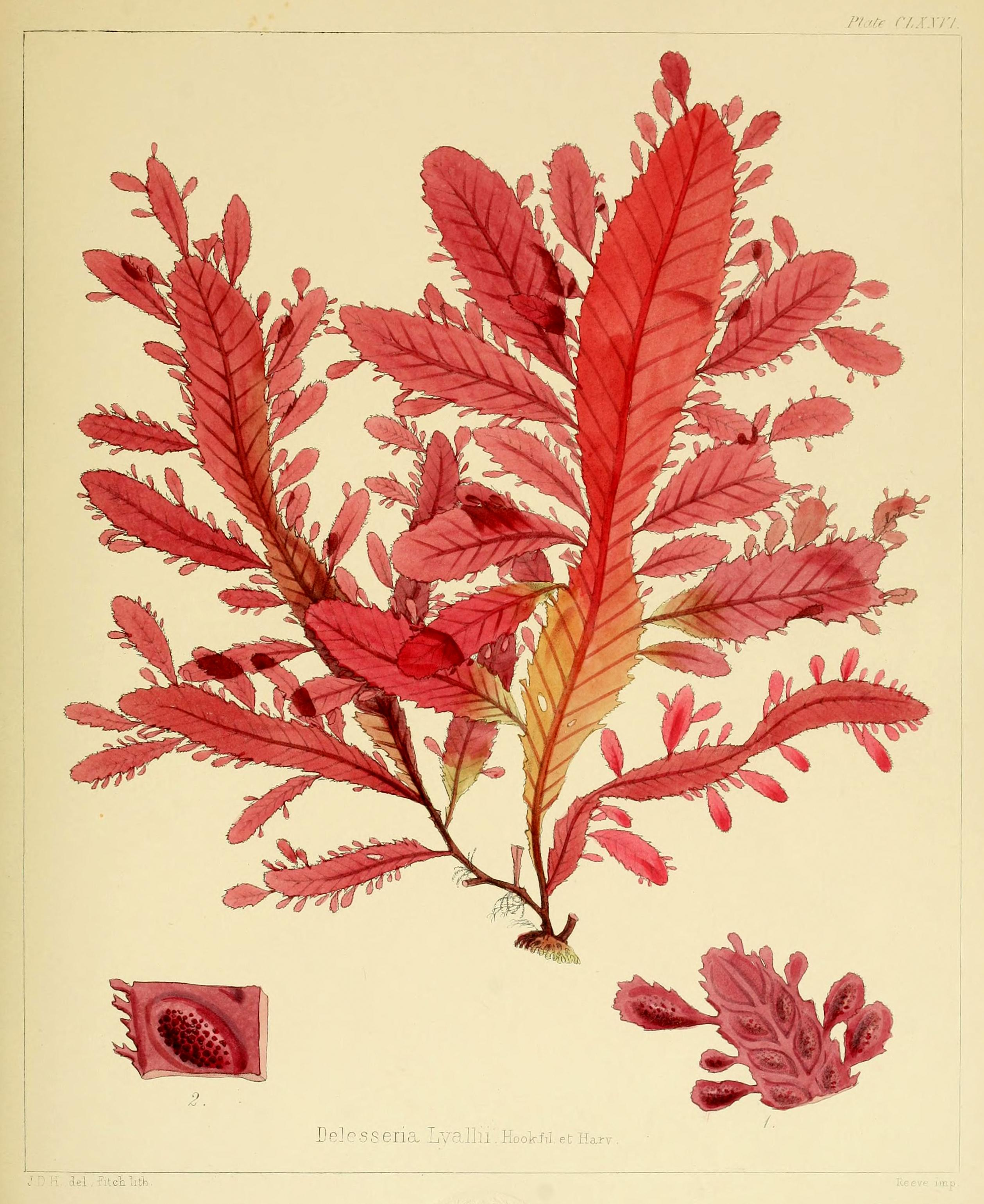
Planche d’herbier de Delesseria lyalli
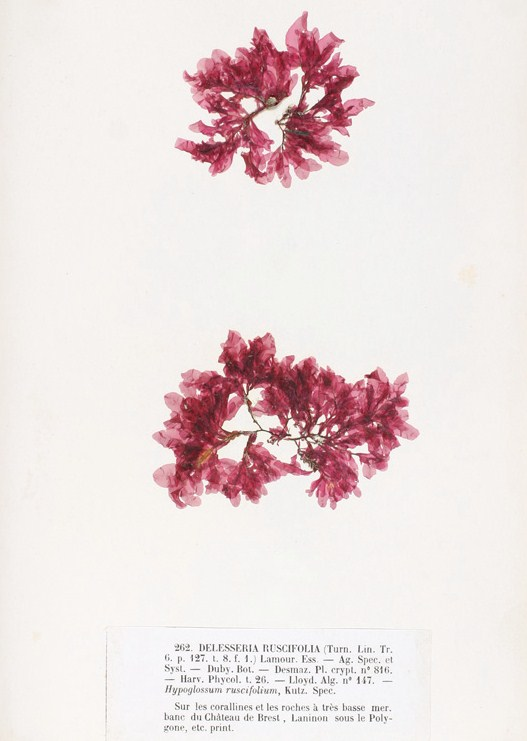
Apoglossum ruscifolium, planche de l'herbier des frères Crouan (Pierre-Louis et Hippolyte-Marie).
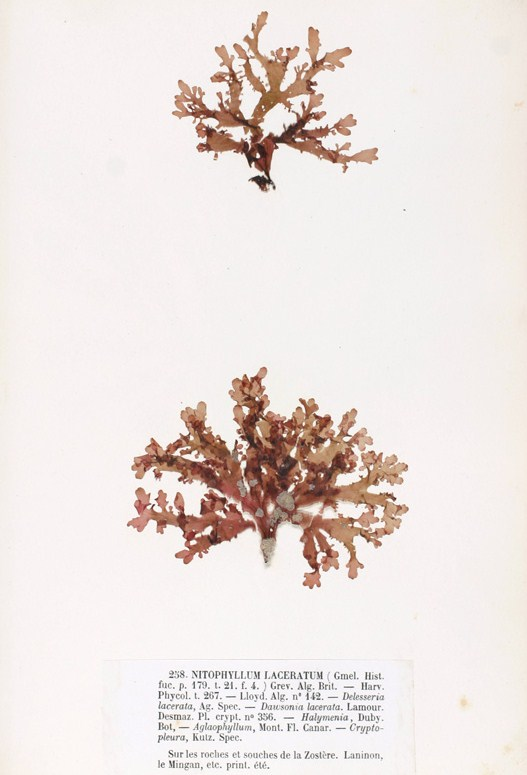
Cryptopleura ramosa, planche de l'herbier des frères Crouan (Pierre-Louis et Hippolyte-Marie).
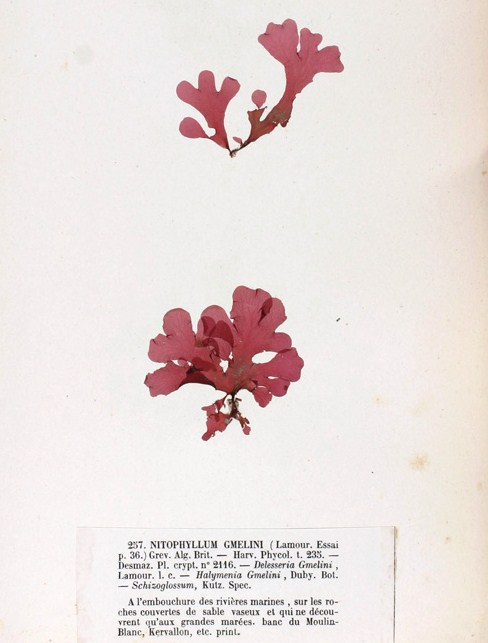
Erythroglossum laciniatum, planche de l'herbier des frères Crouan (Pierre-Louis et Hippolyte-Marie).
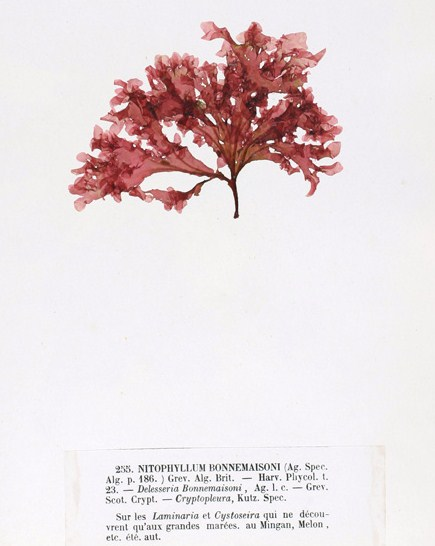
Haraldiophyllum bonnemaisonii, planche de l'herbier des frères Crouan (Pierre-Louis et Hippolyte-Marie).
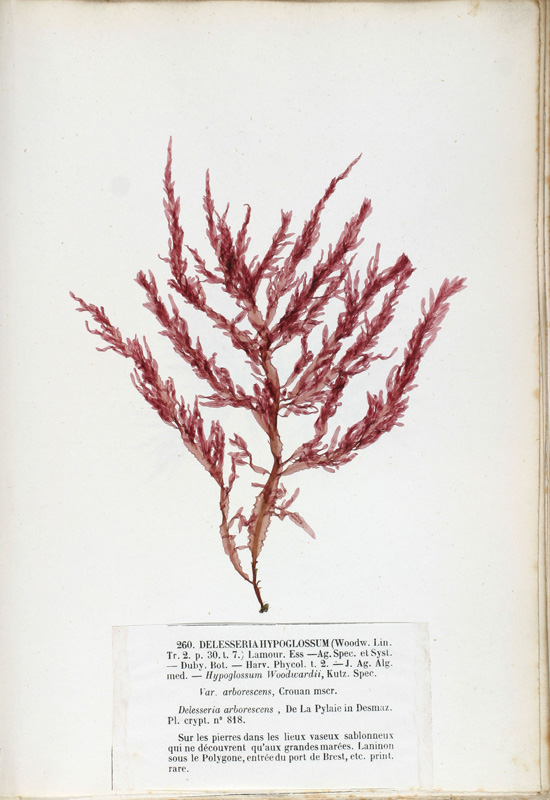
Hypoglossum hypoglossoides, planche de l'herbier des frères Crouan (Pierre-Louis et Hippolyte-Marie).
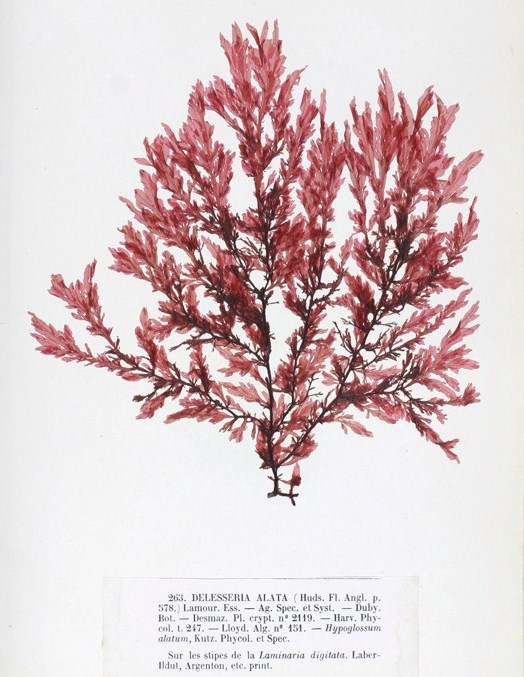
Membranoptera alata, planche de l'herbier des frères Crouan (Pierre-Louis et Hippolyte-Marie).
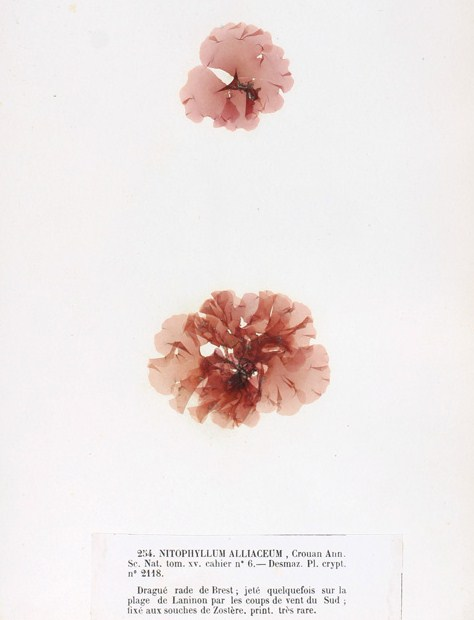
Myriogramme alliacea, planche de l'herbier des frères Crouan (Pierre-Louis et Hippolyte-Marie).
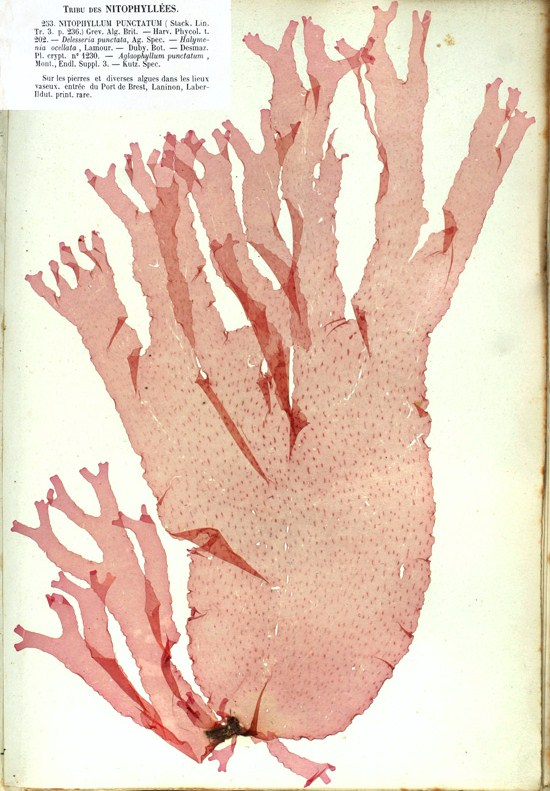
Nitophyllum punctatum, planche de l'herbier des frères Crouan (Pierre-Louis et Hippolyte-Marie).
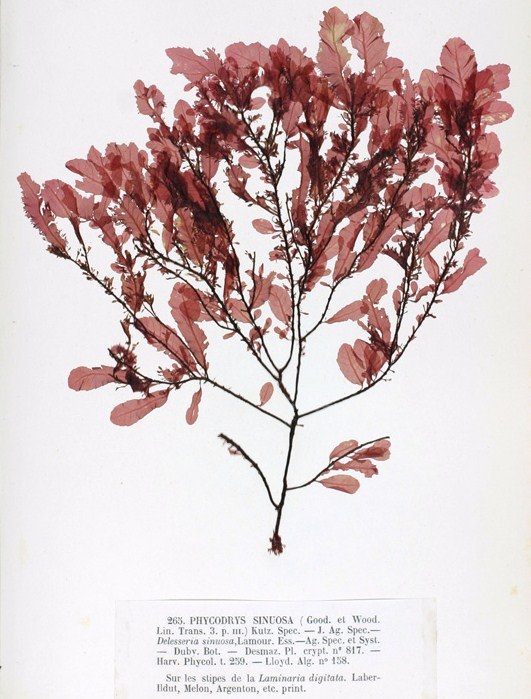
Phycodrys rubens, planche de l'herbier des frères Crouan (Pierre-Louis et Hippolyte-Marie).
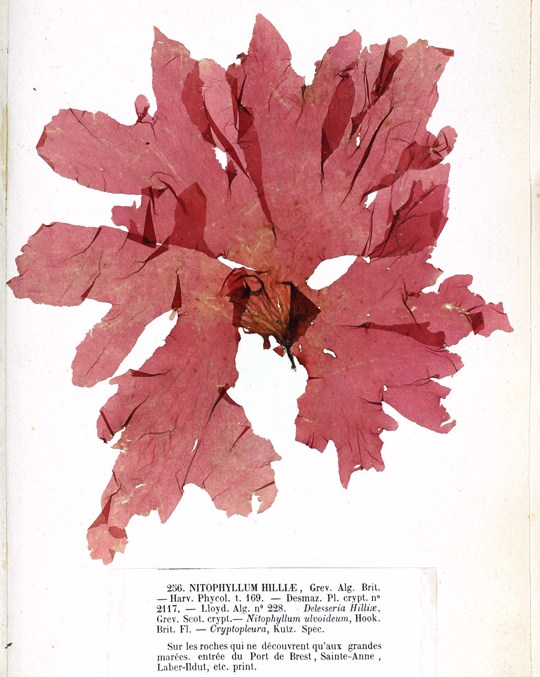
Polyneura bonnemaisonii, planche de l'herbier des frères Crouan (Pierre-Louis et Hippolyte-Marie).